# Cosmos 1 (cohete)

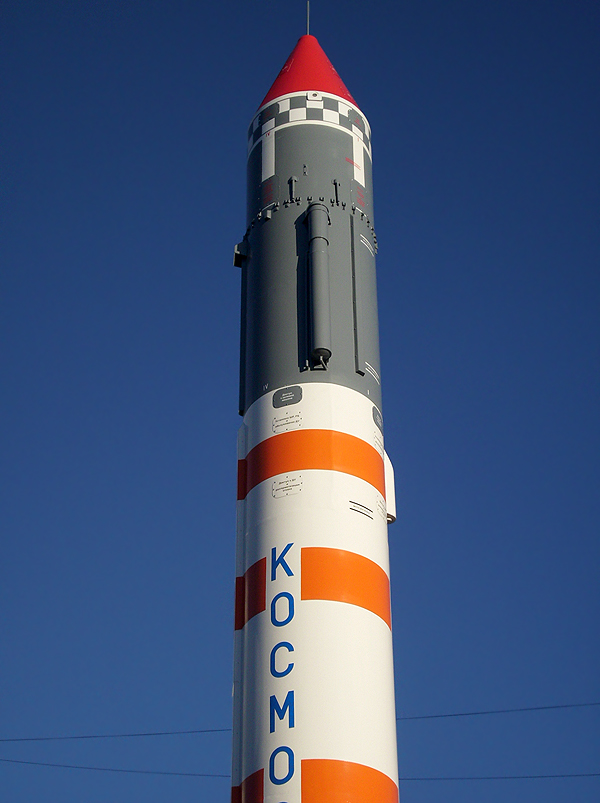
Modelo del KOSMOS-1 en 2007.

El Cosmos-1 (Índice GRAU : 65S3, también conocido como Kosmos-1) fue un vehículo de lanzamiento  soviético derivado del misil R-14. Está relacionado con el cohete Cosmos-3, que se desarrolló también del R-14, sin embargo, no tiene nada que ver con el cohete Cosmos-2I, que se basa en el misil R-12. Fue utilizado para poner satélites en órbita entre 1964 y 1965. Sirvió como una solución temporal, y fue reemplazado rápidamente por el Cosmos 3. Fueron disparados ocho, todos desde la plataforma de 41/15 del cosmódromo de Baikonur.

## Historia
El diseño del misil R-14 recayó en  OKB-586, más tarde el Oficina de Diseño Yuzhnoye de Ucrania, dirigido por el famoso experto en cohetes Jan Young. Diseñador también del  R-12 y del Cosmos-2. Comenzaron el estudio de la actualización del R-14 a un vehículo de lanzamiento con como código de desarrollo 65S3 (el código R-14 es 8K65, y el código para la clase superior que se pretende usar es S3).
En abril de 1961, OKB-586 completó el diseño preliminar de este vehículo de lanzamiento de dos etapas. El nuevo cohete que emplea un misil R-14 en la primera etapa, con el nombre en clave "S3" por encima del nivel que necesitas para empezar desde cero. Alexei Mikhailovich Isaev proporciona un motor requerido segundo etapa 11D49. Además, para ser adecuado para el lanzamiento espacial, se ajustó la primera etapa del tanque oxidante.
A fines de octubre de 1961, el gobierno soviético aprobó formalmente el desarrollo de un cohete 65S3 como una herramienta de lanzamiento para los satélites Meteor y " Arrow ".
En 1962, OKB-586 habría estado más cerca de la finalización de la obra entregada situado en el este de Siberia   OKB-10 liderado por Mikhail Reshetnev. El primer disparo de prueba del cohete tuvo lugar en el campo de misiles NIIP-5 en  Baikonur. Reithinov y Isaev desarrollaron un sistema de lanzamiento integrado conocido como "ascenso" que convirtió las instalaciones anteriormente utilizadas para lanzar el misil intercontinental R-16 en un sistema de lanzamiento del 65S3 (la posición lanzamiento 41 de Baikonur, 15.ª estación de lanzamiento).
El 18 de agosto de 1964, el primer 65S3 se lanzó con éxito desde Baikonur, y puso en órbita tres satélites Strela  (Cosmos-38 al Cosmos-40). Aunque los medios oficiales soviéticos se refirieron al 65S3 como Cosmos-1, su desarrollo fue en realidad posterior al de Cosmos-2, que lanzó su primer lanzamiento en 1961. Todos los lanzamientos siguientes cargaban satélites Strela, en grupo o individualmente. En el momento de la retirada en 1965, el Cosmos-1 disparó un total de ocho veces, todos los lanzamientos tuvieron éxito, excepto el segundo.
El Cosmos-1 nunca fue puesto en producción en masa. Después del lanzamiento del satélite Cosmos-103 el 28 de diciembre de 1965, la producción del cohete se detuvo.

## Lanzamientos
| Fecha / Hora (GMT)              | Nº de Serie | Carga útil   | Designación Cosmos                                | Resultado | Comentários        |
| ------------------------------- | ----------- | ------------ | ------------------------------------------------- | --------- | ------------------ |
| 18 de agosto de 1964, 09:15     | 02L         | 3 x Strela-1 | Kosmos 38 Kosmos 39 Kosmos 40                     | éxito     |                    |
| 23 de octubre de 1964           | 01L         | 3 x Strela-1 | N/A                                               | Fallo     | Motivo desconocido |
| 21 de febrero de 1965, 11:00    | 03L         | 3 x Strela-1 | Kosmos 54 Kosmos 55 Kosmos 56                     | éxito     |                    |
| 15 de marzo de 1965, 11:00      | 04L         | 3 x Strela-1 | Kosmos 61 Kosmos 62 Kosmos 63                     | éxito     |                    |
| 16 de julio de 1965, 03:31      | 05L         | 5 x Strela-1 | Kosmos 71 Kosmos 72 Kosmos 73 Kosmos 74 Kosmos 75 | éxito     |                    |
| 3 de septiembre de 1965, 14:00  | 07LS        | 5 x Strela-1 | Kosmos 80 Kosmos 81 Kosmos 82 Kosmos 83 Kosmos 84 | éxito     |                    |
| 18 de septiembre de 1965, 07:59 | 08LS        | 5 x Strela-1 | Kosmos 86 Kosmos 87 Kosmos 88 Kosmos 89 Kosmos 90 | éxito     |                    |
| 28 de diciembre de 1965, 12:30  | 09LP        | 1 x Strela-2 | Kosmos 103                                        | éxito     |                    |